# Chromadoropsis namibiensis
Chromadoropsis namibiensis is een rondwormensoort. De wetenschappelijke naam van de soort is voor het eerst geldig gepubliceerd in 1988 door Furstenberg & Vincx.